# Zoom In
Zoom In ist die erste EP von Ringo Starr nach der Trennung der Beatles. Sie wurde am 19. März 2021 in Großbritannien, Deutschland und den USA veröffentlicht.

## Entstehungsgeschichte
Ringo Starr zu der Idee, eine EP aufzunehmen: „Nachdem ich What’s My Name – das letzte Album, das ich heraushatte – beendet hatte, dachte ich: "Das ist die letzte CD, die ich machen werde. Ich werde (zukünftig) EPs machen."“
Während der COVID-19-Pandemie hatte Ringo Starr kaum sein Haus verlassen und musste die All-Starr Band Tourneen für 2020/21 absagen und auch seinen 80. Geburtstag am 7. Juli 2020 konnte er nur eingeschränkt feiern, da seine Familie nicht nach Los Angeles kommen konnte. Ringo Starr sagte dazu: „Noch nie habe ich meine Kinder und Enkel so lange nicht um mich gehabt. Immerhin: Heute hat mir meine Enkelin ein kleines Video mit meinem Urenkel geschickt, der mein Lied singt. Die BBC spielt es – danke sehr. Aber ja – es ist hart.“
Ringo Starr suchte nach einer Beschäftigung und beschloss, statt einem Album eine EP aufzunehmen. Die exakten Aufnahmezeiten der fünf Lieder von Zoom In sind nicht dokumentiert.
Seit den Aufnahmen zu seinem Studioalbum Y Not übernahm Ringo Starr die verantwortliche Rolle des ersten Produzenten; bei Ringo 2012 war er erstmals alleiniger Produzent, dieses führte er bei dem Album Postcards from Paradise, Give More Love und What’s My Name fort. Bei der EP Zoom In ist Bruce Sugar wieder Co-Produzent.
Die Studioaufnahmen erfolgten, wie bei den Vorgängeralben in dem Rocca Bella Studio, das sich in einem Gästehaus von Ringo Starr in Los Angeles befindet, und die Einspielungen der Musiker erfolgten je nach zeitlicher Verfügbarkeit der einzelnen Künstler. Es durften immer nur zwei Musiker, jeweils mit Gesichtsmasken und auf Distanz, im Studio musizieren.
Wie bei den Vorgängeralbum waren an diesem Album erneut prominente Musiker beteiligt. Es wirkten unter anderem Joe Walsh, Paul McCartney, Joseph Williams, Robbie Krieger, Lenny Kravitz, Finneas O’Connell und Steve Lukather mit.
Die einzelnen Lieder sollen in Zeiten der Pandemie eine positive Ausstrahlung haben. Waiting for the Tide to Turn ist eine Hommage an die Reggae-Musik sowie an Bob Marley, Toots and the Maytals und Burning Spear.
Als Werbemaßnahme gab Ringo Starr im März 2021 eine Onlinepressekonferenz mit 110 teilnehmenden Journalisten.
Zoom In ist das siebte Album von Ringo Starr, das bei Universal erschien.

## Covergestaltung
Das Cover entwarfen Vartan und Meire Murakami. Der CD liegt ein aufklappbares achtseitiges Begleitheft bei, das Informationen zum Album enthält. Das Coverfoto stammt von Scott Ritchie.

## Titelliste
1. Here’s to the Nights (Diane Warren) – 4:06
2. Zoom In Zoom Out (Jeff Silbar/JoeTurley) – 3:57
3. Teach Me to Tango (Sam Hollander/Richard Starkey a/Grant Michaels) – 3:08
4. Waiting for the Tide to Turn (Richard Starkey/Bruce Sugar) – 3:54
5. Not Enough Love in the World (Steve Lukather/ Joseph Williams) – 4:16

## Singleauskopplungen
Als Singleauskopplungen erschien am 17. Dezember 2020 Here’s the Nights und am 27. März 2021 Zoom In Zoom Out. Von beiden Liedern wurden Musikvideos hergestellt.

## Chartplatzierungen
| ChartsChartplatzierungen       | Höchstplatzierung | Wochen |
| ------------------------------ | ----------------- | ------ |
| Deutschland (GfK)              | 22 (1 Wo.)        | 1      |
| Österreich (Ö3)                | 32 (1 Wo.)        | 1      |
| Schweiz (IFPI)                 | 19 (1 Wo.)        | 1      |
| Vereinigte Staaten (Billboard) | 179 (1 Wo.)       | 1      |

## Sonstiges
Eine Veröffentlichung als LP erfolgte wie bei den Vorgängeralben What’s My Name, Give More Love, Y Not, Ringo 2012 und Postcards from Paradise. Das Album wurde zusätzlich auch auf rotem Vinyl veröffentlicht.